# K2-18 c
K2-18 c - нептуновидная экзопланета в системе звезды K2-18
Масса планеты равна примерно 7.51 земным массам. Радиус планеты равен примерно 0.21 от радиуса юпитера.
Орбитальный период составляет около 9 дней, расположена на расстоянии в 0,06 астрономических единиц от звезды.
Была обнаружена в 2017 году методом Доплера.

## Местоположение
Координаты K2-18 c Международной небесной системе отсчёта — прямое восхождение 11ч 30м 14.518с, склонение +07° 35′ 18.257″. Эта точка лежит в созвездии Льва, но за пределами его львиной фигуры. При первом обнаружении расстояние K2-18 от Земли оценивалось в 110 световых лет (34 пк). Однако более точные данные из Gaia (проекта звёздного картирования) показали, что K2-18 находится на расстоянии 124,02 ± 0,26 световых лет (38,025 ± 0,079 пк). Это улучшенное измерение расстояния помогло уточнить свойства экзопланетной системы.